# Hors-la-loi (film, 1985)
Pour les articles homonymes, voir Hors-la-loi (homonymie).
Pour plus de détails, voir Fiche technique et Distribution.
Hors-la-loi est un film français réalisé par Robin Davis en 1985.

## Synopsis
Roland, un jeune délinquant de 16 ans, arrive dans un centre de redressement au moment où un chahut de réfectoire dégénère en révolte générale. Un petit groupe, composé de treize garçons et deux filles, en profite pour voler la fourgonnette du centre et part faire une virée échevelée. En chemin, les adolescents s'arrêtent dans un village où se déroule un bal populaire mais, à la fin de la soirée, la confrontation entre les jeunes et le barman qui les accuse de ne pas payer leurs consommations dégénère, il sort un fusil et tient des propos racistes envers deux des garçons maghrébins. Un coup part, un garçon est touché et le barman est ensuite poignardé. Les garçons récupèrent le fusil et un autre un homme est tué. Les jeunes s'enfuient dans la fourgonnette, poursuivis par les villageois. Au cours de la poursuite, ils envoient une bouteille de gaz contre leurs poursuivants, elle explose et deux  voitures flambent, faisant encore quatre morts. Paniqués, les fuyards finissent dans le fossé et partent en courant dans la campagne.
S'ensuivent de multiples épisodes rocambolesques : rattrapés par les justiciers du village ou les gendarmes, les adolescents parviennent toujours à s'en sortir, non sans laisser parfois des morts derrière eux. Errant dans une campagne déserte et sauvage, ils ont comme but maintenant de rejoindre un village abandonné connu de l'un d'entre eux pour s'y cacher. Une rivalité se développe tout au long de la fuite entre Roland, le nouveau, et Christian, le chef de la bande, au sujet de Ida, l'amie de Christian, qui est tombée amoureuse de Roland. De plus en plus encerclés, ils finissent par admettre qu'il n'y a pas d'issue à leur cavale.

## Fiche technique
- Réalisation : Robin Davis
- Scénaristes : Robin Davis, Patrick Laurent et Dominique Robelet
- Producteur : Alain Sarde
- Directeur de la photo : Jacques Steyn
- Musique : Philippe Sarde
- Coordinateur des combats et des cascades : Claude Carliez et son équipe
- Format : Couleur - 2.35:1 - 35 mm -  Son Dolby
- Genre : Action
- Durée : 107 minutes
- Date de sortie : 
  - France : 3 avril 1985

## Distribution
- Clovis Cornillac : Roland
- Wadeck Stanczak : Christian
- Nathalie Spilmont : Ida
- Isabelle Pasco : Sissi
- Pascal Librizzi : Maxime
- Jean-Claude Tran : Loulou
- Joël Ferraty : Néné
- Philippe Chambon : Eric
- Didier Chambragne : Alain
- Steven Ronceau : Milou
- Luc Thuillier : Rémi
- Luis Marquès : Bernard
- Hatem Boussa : Mehmet
- Gilles Stassart : Nehru
- Kamel Meziti : Mattouk
- Jean-Paul Roussillon : Le fermier belliqueux
- Madeleine Robinson : La femme du ranch
- Christian Roy : L’éducateur à la 2 CV
- Luc-Antoine Diquéro : L'éducateur au réfectoire
- Raoul Billerey : Le patron de la buvette du dancing
- Philippe Babin : Le premier paysan à la ferme
- Max Garcia : Le second paysan à la ferme
- Jean-Claude Bouillaud : Le premier gendarme
- Mario Luraschi : L'homme à la carabine au dancing
- Gérard Moisan : Le videur du dancing

## Autour du film
- Robin Davis chargea Dominique Besnehard de trouver les quinze jeunes acteurs du film, celui-ci en rencontra 1 000 pour n'en retenir que 100, parmi lesquels le réalisateur a choisi ses acteurs[1].